# 下地島

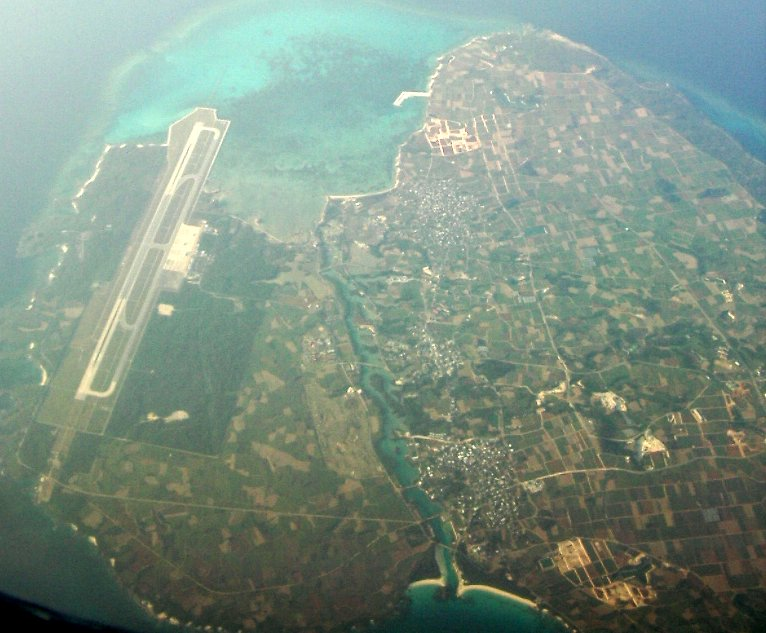
下地島（左）及伊良部島（右）空照圖。

下地島（日语：／ Shimoji-jima、琉球語：／ ）位於日本琉球列島宮古群島的島嶼，緊鄰伊良部島的西側，與伊良部島之間有六座橋樑相連。行政區劃屬於沖繩縣宮古島市。全島面積9.54平方公里，周長17公里，島上人口約90人。

## 下地島機場
島上設有全日本唯一民航飛機專用的訓練機場——下地島機場（下地島空港）。由2019年3月31日起，機場開始提供民航服務，每逢星期五至一，提供一班航班前往東京成田機場。該年7月19日起，更提供國際航線服務，逢星期二、五、日出發，前往香港。

## 外部連結
- （日語）下地島介紹
- （日語）下地島觀光地圖（页面存档备份，存于）